# Litocampa cookei
Litocampa cookei är en urinsektsart som först beskrevs av Alpheus Spring Packard 1871.  Litocampa cookei ingår i släktet Litocampa och familjen Campodeidae. Inga underarter finns listade i Catalogue of Life.